# Natalja Leonidowna Kratschkowskaja

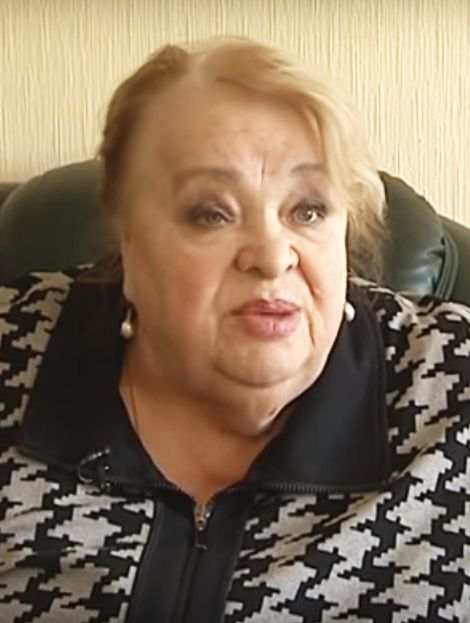
Natalja Kratschkowskaja (Mai 2015)

Natalja Leonidowna Kratschkowskaja, geb. Belogorzewa (russisch Наталья Леонидовна Крачковская, geb. Белогорцева; * 24. November 1938 in Moskau; † 3. März 2016 ebenda) war eine sowjetische und russische Schauspielerin.

## Leben
Natalja Kratschkowskaja wurde in Moskau als Tochter eines Terekkosaken geboren. Ihr Großvater diente in der Leibwache des letzten russischen Kaisers Nikolaus II. 1962 heiratete Kratschkowskaja Wladimir Kratschkowskij, einen Toningenieur. In einer über 40 Jahre andauernden Filmkarriere spielte Kratschkowskaja in mehr als 90 Filmen mit.
Am 28. Februar 2016 wurde Kratschkowskaja nach einem Herzinfarkt in ein Moskauer Krankenhaus eingeliefert und verstarb dort am Morgen des 3. März 2016 im Alter von 77 Jahren.

## Herkunft und Familie
Ihre Eltern waren die Schauspieler Leonid Jurjewitsch Belogorzew (1910–1945) und Maria Sotowna Fonina (1916–1993). Sie hatte noch eine Schwester: Irina Leonidowna Schatirischwili (* 1941).
Aus ihrer Ehe mit dem Toningenieur Wladimir Wassiljewitsch Kratschkowskij (1923–1988) entstammt ein Sohn:
- Wassilij Wladimirowitsch (* 1963)[3], Toningenieur ⚭ Natalja Kratschkowskaja[4]

## Filmografie (Auswahl)
- 1965: Wer heiratet wen? (Женитьба Бальзаминова)
- 1971: Zwölf Stühle (12 стульев)
- 1973: Iwan Wassiljewitsch wechselt den Beruf (Иван Васильевич меняет профессию)
- 1973: Kalina Krassnaja – Roter Holunder (Калина красная)
- 1974: Zarewitsch Proscha (Царевич Проша)
- 1976: Mama (Мама)
- 1979: Mann, bleib auf dem Teppich! (Суета сует)
- 1979: Die schwarze Katze (Место встречи изменить нельзя)
- 1982: Pokrowskije worota (Покровские ворота)
- 1982: Abenteuer mit der Tarnkappe (Там, на неведомых дорожках…)
- 1983: Kühne Recken von Nowgorod (Василий Буслаев)
- 1984: Legende von der Liebe (Sohni Mahiwal; सोनी महिवाल; Легенда о любви)[5]
- 1986: Am Sankt-Nimmerleinstag (После дождичка в четверг)
- 1987: Der Mann vom Kapuziner-Boulevard (Человек с бульвара Капуцинов)
- 1994: Der Meister und Margarita (Мастер и Маргарита)

## Auszeichnung
- 1998: Verdiente Künstlerin Russlands[6]